# Sonam Tsemo

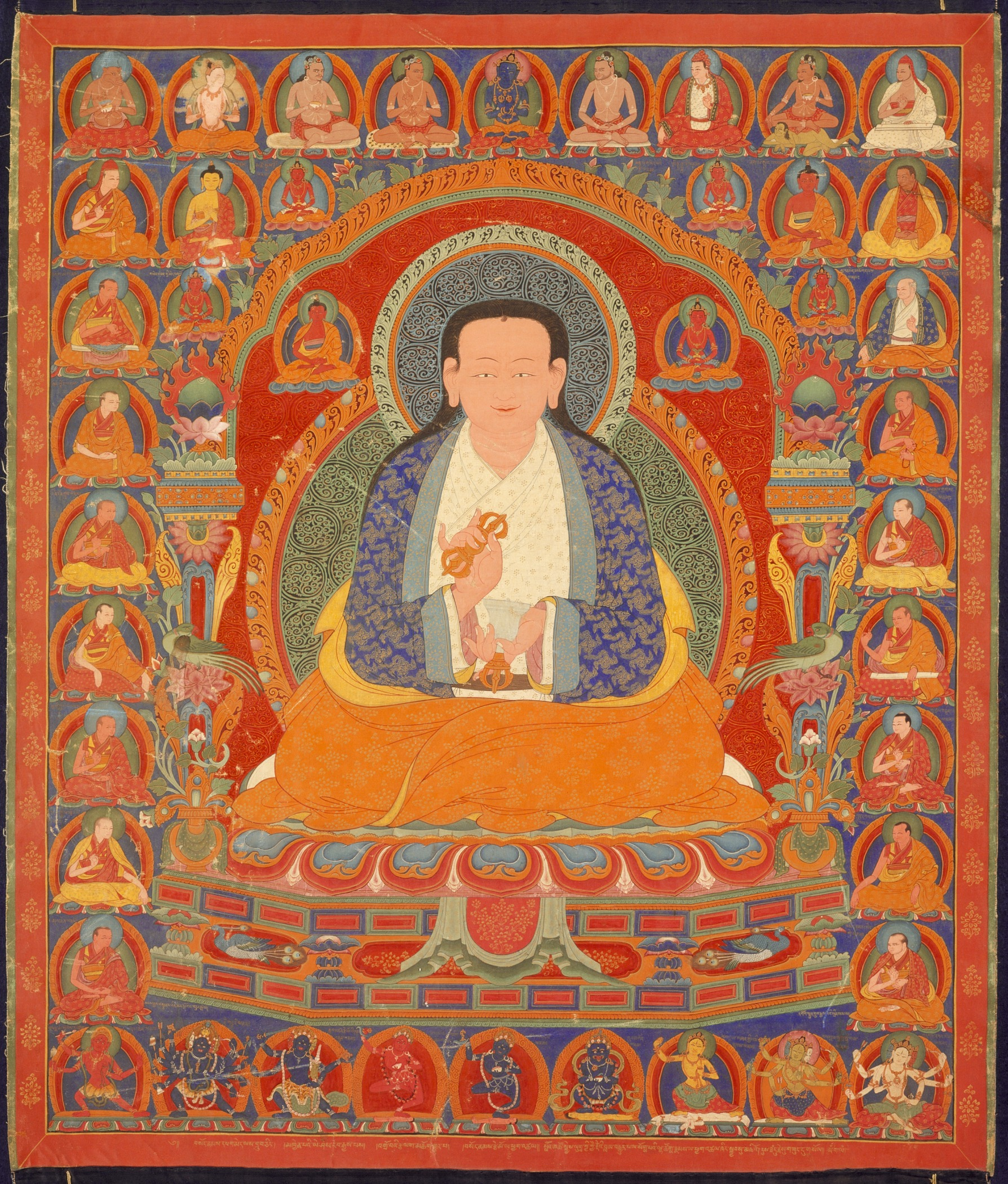
Sonam Tsemo y su linaje, pintura del Monasterio de Ngor del.

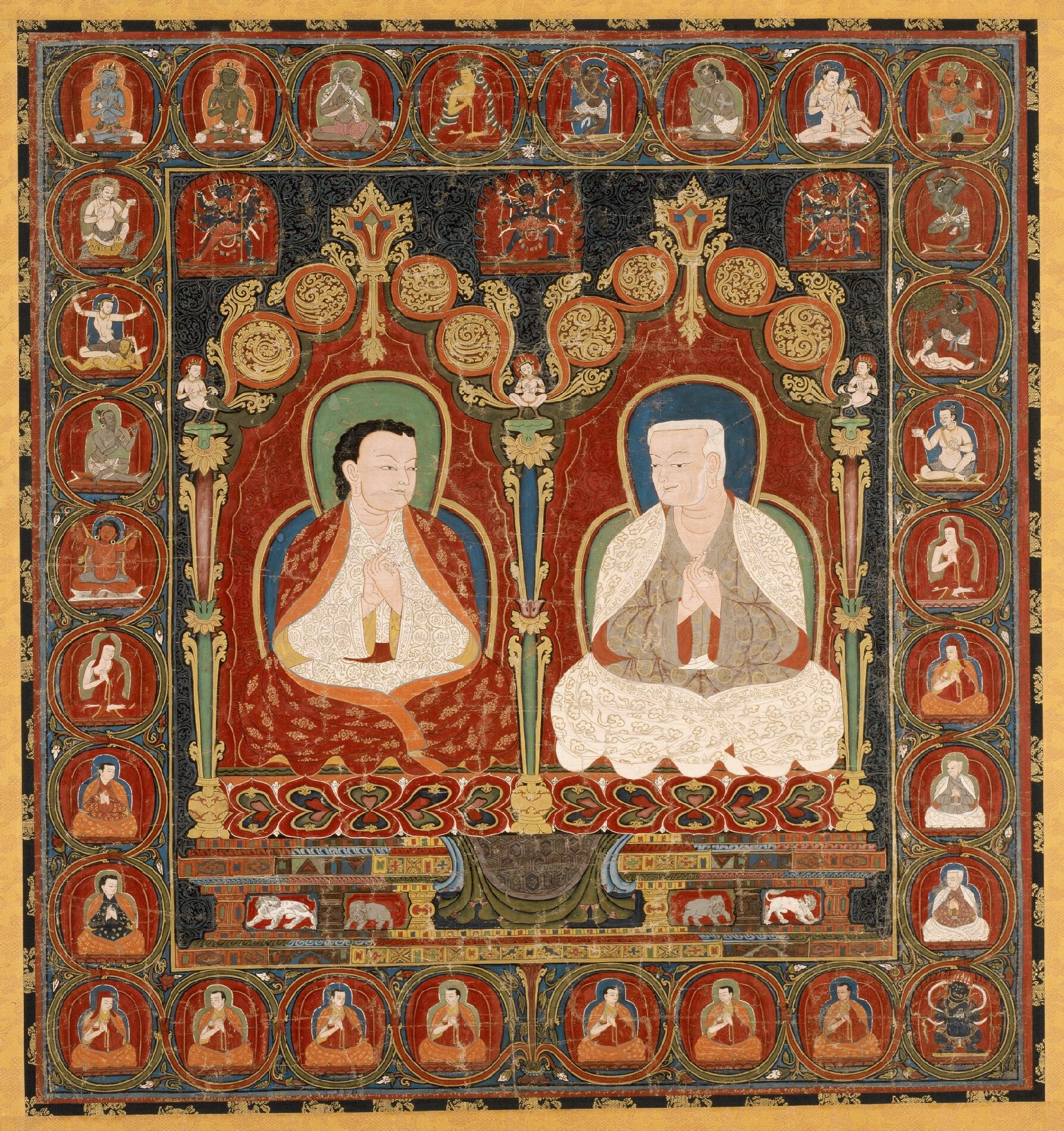
Lama Sonam Tsemo, pintura del siglo VI, Museo de Bellas Artes de Boston

Sonam Tsemo (en tibetano: བསོད་ནམས་རྩེ་མོ; Tíbet,1142-1182) (llamado también Lopon Rinpoche Sonam Tsemo), un importante líder espiritual tibetano y erudito budista, fue el segundo de los cinco grandes maestros fundadores del Linaje Sakya del budismo tibetano.
Nació en el año del perro de agua del segundo ciclo en Sakya y fue aclamado como una encarnación de Durjayachandra. Su madre se llamaba Machik Wodron. Recibió una amplia formación espiritual de su padre, Sachen Kunga Nyingpo, el primero de los cinco grandes maestros fundadores del Linaje Sakya del budismo tibetano. A los 17 años, fue a Sangphu Neuthok y profundizó sus estudios con el famoso erudito Chapa Chokyi Senge. Sus estudios incluyeron Paramita, Madhyamaka, Pramana, Vinaya y Abhidharma. A los dieciocho años dominaba la triple disciplina de la enseñanza, el debate y la composición. Después de su regreso a Sakya, ocupó el trono del monasterio durante tres años y luego pasó la autoridad a su hermano menor, Jetsun Dragpa Gyaltsen, el tercero de los cinco grandes maestros fundadores del Linaje Sakya del budismo tibetano. Dedicó el resto de su vida a los estudios y la meditación. En 1182 pasó a la tierra pura de Sukhavati, el año del tigre de agua, a la edad de 41 años. Se dice que alcanzó la plena Budeidad. Una pintura del siglo XVII de Sonam Tsemo del Monasterio de Ngor se encuentra en el Museo de Arte del Condado de Los Ángeles.

## Traducciones
- La puerta de acceso al Dharma (Serie Sakya Kongma, Volumen 3). Traducido por Christopher Wilkinson (CreateSpace, 2014).
- El ojo de Yoguini (Clásicos de los primeros Sakya, Volumen 1). Traducido por Hiroshi Somani Gyatso y Wayne Verrill (Palibrio, 2012).